# Lega Nazionale A 1953-1954 (hockey su ghiaccio)
La stagione 1953-1954 del campionato svizzero di hockey su ghiaccio ha visto campione l'EHC Arosa.

## Classifica Finale
|   | Classifica      | G  | V  | N | P  | GF  | GS  | Dif | Pt |
| - | --------------- | -- | -- | - | -- | --- | --- | --- | -- |
| 1 | Arosa           | 14 | 12 | 2 | 0  | 115 | 49  | +56 | 28 |
| 2 | Young Sprinters | 14 | 9  | 2 | 3  | 78  | 50  | +28 | 20 |
| 3 | Berna           | 14 | 7  | 0 | 7  | 72  | 56  | +16 | 15 |
| 4 | GCK Lions       | 14 | 6  | 2 | 6  | 77  | 76  | +1  | 14 |
| 5 | ZSC Lions       | 14 | 6  | 1 | 7  | 75  | 82  | -7  | 13 |
| 6 | Ambrì-Piotta    | 14 | 6  | 0 | 8  | 70  | 77  | -7  | 12 |
| 7 | Davos           | 14 | 5  | 1 | 8  | 79  | 91  | -45 | 11 |
| 8 | Losanna         | 14 | 1  | 0 | 13 | 44  | 129 | -85 | 2  |

LEGENDA:

G=Giocate, V=Vinte, N=Pareggiate, P=Perse, GF=Gol Fatti, GS=Gol Subiti, Dif=Differenza Reti, Pt=Punti

## Spareggio (LNA-LNB)
L'EHC St. Moritz sconfigge il Lausanne HC 9-4 e viene promosso in prima divisione.